# Azanulbizar
Azanulbizar est le nom d'une vallée des Monts Brumeux dans l'univers de la Terre du Milieu de J. R. R. Tolkien.
Cette vallée, appelée Nanduhirion par les Elfes, se situe entre le Fanuidhol et le Celebdil, sur le versant oriental des Monts Brumeux. Elle renferme le lac du Kheled-zarâm, et c'est sur elle que s'ouvre la porte est de la Moria.

## La bataille d'Azanulbizar
En l'an 2799 du Troisième Âge s'y déroule la bataille finale de la guerre des Nains et des Orques. Cette guerre avait été provoquée par le meurtre du roi nain Thrór par l'orque Azog qui s'était proclamé roi de la Moria.
Après de nombreuses batailles, les Orques se retrouvent acculés dans la vallée d'Azanulbizar, mais des troupes fraîches sortent des souterrains de l'ancienne cité naine et prirent place sur les hauteurs de la vallée. Les Nains, en nombre inférieur, voient leurs attaques échouer jusqu'à l'arrivée des forces venues des Collines de Fer qui scindent l'armée ennemie en deux et atteignent les portes de la Moria. Náin, roi des Monts de Fer, défie Azog en duel mais est vaincu et tué au moment où les armées naines mettent les orques en déroute. Azog est finalement tué par Dáin, le jeune fils de Náin, mais les Nains, décimés, n'osent pénétrer dans la Moria par peur du Balrog. Ils brûlent les corps des leurs tombés au combat et retournent dans leurs cités.

## Adaptations
Quelques scènes du film Le Hobbit : Un voyage inattendu (2012) présentent la bataille d'Azanulbizar. Certaines scènes de la version longue du film Le Hobbit : La Désolation de Smaug s'y déroulent également. Thrór s'y fait tuer par Azog, alors que cet événement, chez Tolkien, est antérieur à la bataille.